# Poppo I van Würzburg

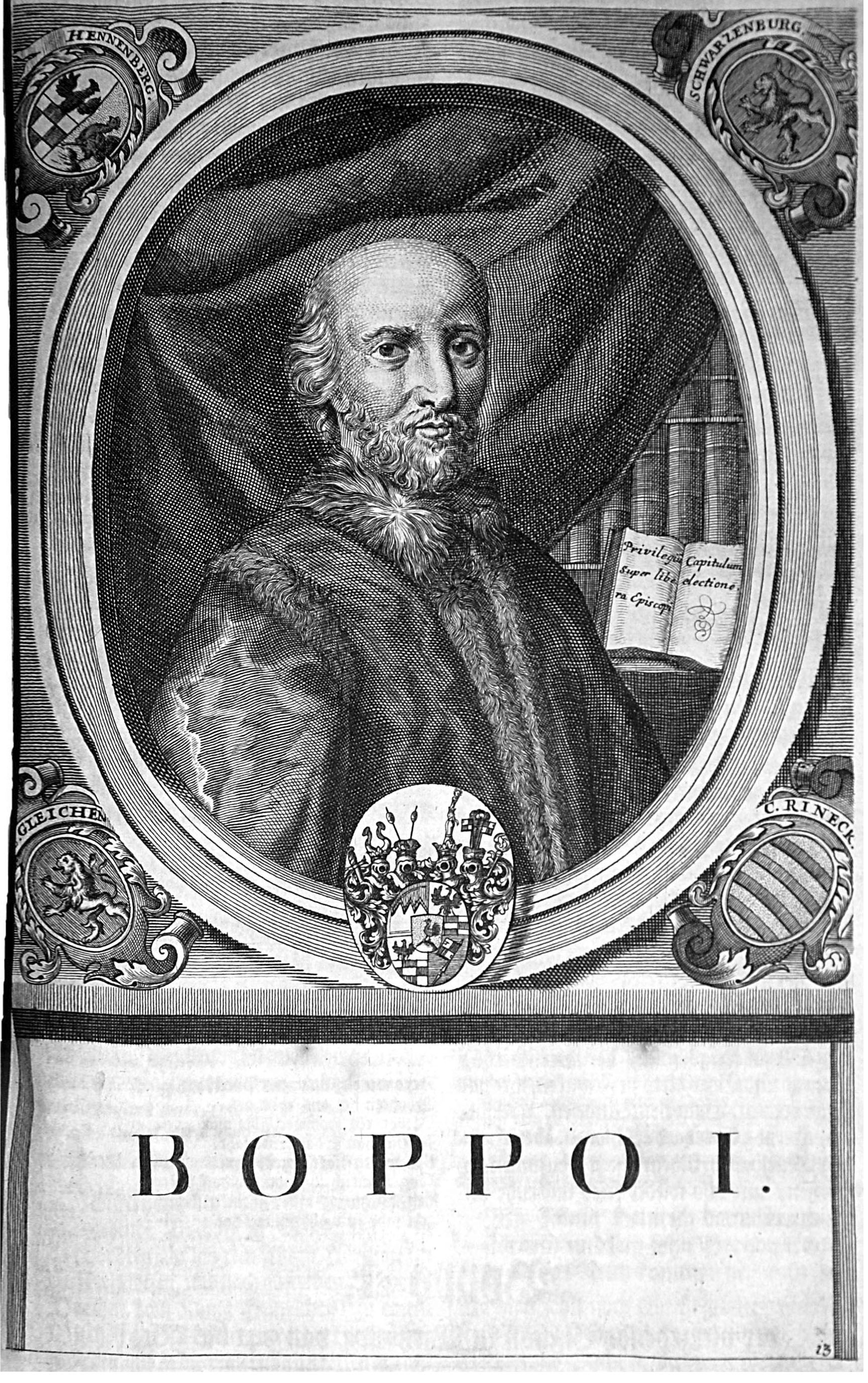
Fantasieportret van Poppo I door Johann Salver (1670–1738) (gravure uit de serie met Würzburger prins-bisschoppen)

Poppo I van Würzburg (overleden: 14/15 februari 961) was van 931 tot 941 koninklijk kanselier en van 941 tot 961 bisschop van Würzburg.
Hij was de broer van de aartsbisschop Hendrik I van Trier († 964) en waarschijnlijk ook de zoon van graaf Hendrik van het Frankische geslacht van de Babenbergers of Popponen. Een andere broer was vermoedelijk Berthold van Schweinfurt, de machtige graaf in het oosten van het hertogdom Franken.
Aangezien zijn broer Hendrik door Flodoard van Reims een propinquus (naaste verwant) van keizer Otto I de Grote wordt genoemd, zal dit ook van toepassing zijn op Poppo I. Keizer Otto I benoemde Poppo, sinds 931 zijn kanselier, in 941 tot bisschop van Würzburg.
Reeds in het jaar 941 verkreeg Poppo voor zijn bisdom het recht om zelf de bisschop te kiezen, een recht dat echter pas na de investituurstrijd daadwerkelijk kon worden uitgeoefend. Poppo ondersteunde de nieuw opgerichte domschool door de aanstelling van Stefan van Novara als scholaster, hetgeen tot gevolg had dat Poppos broer Hendrik en zijn medescholier Wolfgang, de latere bisschop van Regensburg, de abdij van Reichenau verlieten en hun opleiding in Würzburg vervolgden.